# Krasny Las (Elbląg)
Krasny Las – jedna z północnych dzielnic Elbląga.
Wieś komornictwa zewnętrznego Elbląga w XVII i XVIII wieku. 

## Położenie
Krasny Las (niem. Schönwalde) leży w północnej części miasta.  Znajduje się w odległości 8 km od centrum miasta. Od północy graniczy z osiedlem Próchnik, a od południa z Zajazdem. Dzielnica leży na skraju Parku Krajobrazowego Wysoczyzny Elbląskiej. We wschodniej jej części znajduje się ogormny kompleks leśny. Przy Fromborskiej 89 istniała kiedyś Jelenia Gospoda ("Hirschkrug"). Zabudowana jest wyłącznie domkami jednorodzinnymi. W latach 90. wieś ta została włączona w granice administracyjne Elbląga. Krasny Las ciągle się rozbudowuje – obecnie po zachodniej stronie ulicy Fromborskiej budowane jest nowe osiedle domków jednorodzinnych.

## Wykaz ulic dzielnicy
- Fromborska (dawniej Tolkemiter Chaussee)
- Gojawiczyńskiej Poli
- Lema Stanisława
- Makuszyńskiego Kornela

## Komunikacja
Do Krasnego Lasu można dojechać:
- autobusami linii nr: 24